# Lili Taylor
Lili Taylor (Glencoe, Illinois, 20 de febrer de 1967) és una actriu estatunidenca de teatre, cinema i televisió. Ha guanyat diversos premis; el seu paper de Honey Bush a la pel·lícula Vides encreuades el premi especial dels Globus d'Or al millor repartiment i la Copa Volpi del Festival de Cinema de Venècia en la mateixa categoria, i la Valerie Solanas que va interpretar a I Shot Andy Warhol la va fer guanyar el reconeixement especial al Festival de Cinema de Sundance.
La seva filmografia inclou títols com Mystic Pizza (1988), Born on the Fourth of July (1989), Una noia diferent (1991), El somni d'Arizona (1993), Vides encreuades (1993), Rudy, repte a la glòria (1993), La senyora Parker i el cercle viciós (1994), Prêt-à-Porter (1994), Four Rooms (1995), I Shot Andy Warhol (1996), Coses que no et vaig dir mai (1996), Rescat (1996), Pecker (1998), The Haunting (La casa infernal) (1999), High Fidelity (2000), Casa de los babys (2003), The Notorious Bettie Page (2005), Public Enemies (2009), Brooklyn's Finest (2009), Being Flynn (2012), L'expedient Warren (2013), i Eli (2019).

## Biografia
Lili Taylor va créixer a Glencoe. És la cinquena de sis fills; la seva mare, Marie, treballava com a cangur, i Park, el seu pare, músic de folk, treballava com a venedor.
Quan estava a 6è ja va començar a destacar a nivell interpretatiu, i el seu pare recorda que, arran d'una actuació escolar de Once Upon a Mattress, a la quan ella hi cantava «My Daddy's Dancing Shoes», entre els espectadors hi havia un home de la Chicago Symphony Orchestra que va dir: «Aquella nena tindrà un futur en el món de l'espectacle».
A l'edat de 14 anys assistia a les classes del Piven Theatre Workshop a Evanston (Illinois), en la mateixa època en què ho feien Joan Cusack i el seu germà John, i Joyce Piven va assegurar que ja es podia veure que «era algú que tenia un potencial enorme. Era ferotge, apassionada i intensa. Era increïblement ambiciosa. Era algú que tenia una ment pròpia.»
Va estudiar a l'institut New Trier High School, a Winnetka (Illinois), on una noia sensible i introvertida com era ella s'hi trobava fora de lloc: «No m'ho vaig passar bé allà. Va ser una experiència horrible. Vaig estar molt deprimida. La majoria era una angoixa adolescent normal. Part de la depressió va ser bastant dura, com la forma en què [el novel·lista William] Styron ho va descriure. Vaig pensar que podria fer alguna cosa amb la interpretació i posar aquella depressió en algun lloc.»
S'hi va graduar el 1985 i va entrar a la Goodman School of Drama (actualment, l'escola de teatre de la Universitat DePaul The Theatre School at DePaul University), a Chicago, de la qual va ser expulsada quan va voler compaginar les classes amb una feina com a actriu professional, cosa que anava contra les normes del centre.
L'any 1988 va deixar Chicago per anar a viure a Nova York.

## Carrera
Ha fet nombroses pel·lícules independents. Ha treballat com a actriu per la televisió i el teatre. Un dels seus primers papers al cinema és a Mystic Pizza (1988) al costat de Julia Roberts. Se la pot veure després a Una noia diferent, el 1991, dirigida per Nancy Savoca. Fa d'una jove atractiva que està implicada en un concurs cruel per un Marine (interpretat per River Phoenix). Actua igualment a la pel·lícula El somni d'Arizona (1993), amb Johnny Depp. El 1996, és a Ransom, de Ron Howard, amb Mel Gibson, on fa d'un dels segrestadors. El 1999, és a la pel·lícula Hantise, al costat de Catherine Zeta-Jones.
Aconsegueix el premi a la millor actriu en el Festival internacional de cinema de Copenhaguen per la pel·lícula Factotum (on comparteix cartell amb Matt Dillon) l'any 2005 i actua igualment a les pel·lícules Enemics públics (2009) i Els amos de Brooklyn (2010).
A la televisió, Lili Taylor és sobretot coneguda pel paper de Lisa a la sèrie Six Feet Under (2002-2005). Del 2015 al 2017 va formar part d'American Crime durant 21 episodis, feina que li va valer les nominacions al Primetime Emmy a la millor actriu en minisèrie o telefilm i al Premi de la Crítica Televisiva a la millor actriu de pel·lícula o minisèrie. El 2022 va ser Cecilia Abbott a la sèrie Outer Range.
També ha treballat en diverses obres teatrals, com Les tres germanes d'Anton Txékhov el 1997, The Dead Eye Boy el 2001, Landscape of the Body de John Guare el 2006, Mourning Becomes Electra d'Eugene O'Neill el 2009, The Library (2014) i Marvin's Room de Scott McPherson el 2017, totes cinc a Nova York.

## Vida privada
El 1997 la seva ex parella, Michael Rapaport, va ser arrestat per assatjar-la i dut a judici. L'any següent Rapaport es declarà culpable, i se li va imposar una ordre d'allunyament d'un any i teràpia obligatòria.
També va ser parella de l'actor Michael Imperioli (Clockers, Household Saints). Des del 2009 està casada amb l'escriptor Nick Flynn, amb qui té una filla, Maeve Taylor-Flynn.

## Filmografia

### Cinema
| Any  | Títol                                                                     | Personatge                | Notes |
| ---- | ------------------------------------------------------------------------- | ------------------------- | --- |
| 1988 | She's Having a Baby                                                       | Lab Technician O. Palmer  | |
| 1988 | Mystic Pizza                                                              | Josefina "Jojo" Barbosa   | |
| 1989 | Say Anything...                                                           | Corey Flood               | |
| 1989 | Born on the Fourth of July                                                | Jamie Wilson – Georgia    | |
| 1990 | Bright Angel                                                              | Lucy                      | Nominada—Independent Spirit Award for Best Female Lead |
| 1991 | Una noia diferent (Dogfight)                                              | Rose                      | |
| 1993 | El somni d'Arizona (Arizona Dream)                                        | Grace Stalker             | |
| 1993 | Watch It                                                                  | Brenda                    | |
| 1993 | Vides encreuades (Short Cuts)                                             | Honey Bush                | - Golden Globe Special Ensemble Cast Award (non-competitive) - Volpi Cup for Best Emsemble Cast |
| 1993 | Household Saints                                                          | Teresa Carmela Santangelo | Independent Spirit Award for Best Supporting Female |
| 1993 | Rudy, repte a la glòria (Rudy)                                            | Sherry                    | |
| 1994 | Touch Base                                                                | Darcy Winningham          | curtmetratge |
| 1994 | La senyora Parker i el cercle viciós (Mrs. Parker and the Vicious Circle) | Edna Ferber               | |
| 1994 | Prêt-à-Porter                                                             | Fiona Ulrich              | National Board of Review for Best Acting by an Ensemble |
| 1995 | The Addiction                                                             | Kathleen Conklin          | Málaga International Week of Fantastic Cinema: Best Actress Sant Jordi Award for Best Foreign Actress Nominada—Independent Spirit Award for Best Female Lead |
| 1995 | Cold Fever                                                                | Jill                      | Seattle International Film Festival: Best Actress (també per I Shot Andy Warhol i Girls Town) |
| 1995 | Four Rooms                                                                | Raven                     | Segment: "The Missing Ingredient" |
| 1995 | El corredor de la mort (Killer: A Journal of a Murder)                    | dona al bar               | No surt als crèdits |
| 1996 | Plain Pleasures                                                           |                           | curtmetratge |
| 1996 | Girls Town                                                                | Patti Lucci               | Seattle International Film Festival: Best Actress (també per I Shot Andy Warhol i Cold Fever) Nominada—Independent Spirit Award for Best Supporting Female |
| 1996 | Jo vaig disparar a l'Andy Warhol (I Shot Andy Warhol)                     | Valerie Solanas           | Seattle International Film Festival: Best Actress (també per Girls Town i Cold Fever) Stockholm International Film Festival: Best Actress Sundance Film Festival: Special Recognition Nominada—Chicago Film Critics Association Award for Best Actress Nominada—National Society of Film Critics Award for Best Actress (3r lloc) |
| 1996 | Coses que no et vaig dir mai (Cosas que nunca te dije)                    | Ann                       | Thessaloniki International Film Festival: Best Actress |
| 1996 | Illtown                                                                   | Micky                     | |
| 1996 | Rescat (Ransom)                                                           | Maris Conner              | Blockbuster Entertainment Award for Favorite Supporting Actress—Suspense |
| 1997 | Kicked in the Head                                                        | 'Happy'                   | |
| 1998 | OK Garage                                                                 | Rachel                    | |
| 1998 | The Impostors                                                             | Lily 'Lil'                | |
| 1998 | Come to                                                                   | Angela                    | curtmetratge |
| 1998 | Pecker                                                                    | Rorey Wheeler             | |
| 1999 | A Slipping-Down Life                                                      | Evie Decker               | Indianapolis International Film Festival: Special Jury Prize (compartit amb Sara Rue) Newport Beach Film Festival: Outstanding Achievement in Acting |
| 1999 | The Haunting (La casa infernal) (The Haunting)                            | Nell Vance                | Nominada—Blockbuster Entertainment Award for Favorite Supporting Actress – Horror Nominada—Golden Raspberry Award for Worst Screen Couple (amb Catherine Zeta-Jones) |
| 2000 | High Fidelity                                                             | Sarah Kendrew             | |
| 2001 | Julie Johnson                                                             | Julie Johnson             | |
| 2001 | Gaudi Afternoon                                                           | Ben                       | |
| 2001 | Anne Frank: The Whole Story                                               | Miep Gies                 | |
| 2003 | Casa de los babys                                                         | Leslie                    | |
| 2005 | Factotum                                                                  | Jan                       | Copenhagen International Film Festival: Best Actress San Diego Film Critics Society Award for Best Supporting Actress Nominada—St. Louis Gateway Film Critics Association Award for Best Supporting Actress |
| 2005 | The Notorious Bettie Page                                                 | Paula Klaw                | |
| 2007 | Starting Out in the Evening                                               | Ariel Schiller            | |
| 2007 | Si j'étais toi                                                            | Hannah Marris             | |
| 2008 | The Promotion                                                             | Lori Wehlner              | |
| 2009 | Tired of Being Funny                                                      | Lee                       | curtmetratge |
| 2009 | Els amos de Brooklyn (Brooklyn's Finest)                                  | Angela Procida            | Nominada—Black Reel Award for Best Ensemble |
| 2009 | Enemics públics (Public Enemies)                                          | Sheriff Lillian Holley    | |
| 2011 | The Pier                                                                  | Grace Ross                | |
| 2012 | About Cherry                                                              | Phyllis                   | |
| 2012 | Being Flynn                                                               | Joy                       | |
| 2012 | The Courier                                                               | Mrs. Capo                 | |
| 2012 | Future Weather                                                            | Ms. Markovi               | |
| 2013 | The Cold Lands                                                            | Nicole                    | |
| 2013 | L'expedient Warren (The Conjuring)                                        | Carolyn Perron            | Fangoria Chainsaw Award for Best Supporting Actress Fright Meter Award for Best Actress in a Supporting Role |
| 2013 | Blood Ties                                                                | Marie Pierzynski          | |
| 2015 | Maze Runner: The Scorch Trials                                            | Dr. Mary Cooper           | |
| 2015 | A Woman Like Me                                                           | Anna Seashell             | |
| 2017 | To the Bone                                                               | Judy                      | |
| 2017 | Leatherface                                                               | Verna Sawyer-Carson       | |
| 2019 | Eli                                                                       | Dr. Isabella Horn         | |
| 2020 | The Evening Hour                                                          | Ruby Freeman              | |
| 2020 | Paper Spiders                                                             | Dawn                      | |
| 2021 | The Winter House                                                          | Eileen                    | |

### Televisió
| Any       | Títol                                        | Personatge                                     | Notes |
| --------- | -------------------------------------------- | ---------------------------------------------- | --- |
| 1986      | Crime Story                                  | Waitress                                       | Episodi: "Hide and Go Thief" |
| 1987      | Night of Courage                             | Marina                                         | Telefilm |
| 1990      | Monsters                                     | Jamie Neal                                     | Episodi: "Habitat" |
| 1990      | American Playhouse                           | Younger Marianne                               | Episodi: "Sensibility and Sense" |
| 1990      | Family of Spies                              | Laura Walker                                   | Telefilm |
| 1997      | Subway Stories                               | Belinda                                        | Telefilm |
| 1997–1998 | Mad About You                                | Arley                                          | 2 episodis |
| 1998      | The X-Files                                  | Marty Glenn                                    | Episodi: "Mind's Eye" Nominada—Primetime Emmy Award for Outstanding Guest Actress in a Drama Series (1998)                                                                               |
| 2000–2001 | Deadline                                     | Hildy Baker                                    | 13 episodis |
| 2001      | Anne Frank: The Whole Story                  | Miep Gies                                      | 2 episodis |
| 2002      | En directe des de Bagdad (Live from Baghdad) | Judy Parker                                    | Telefilm |
| 2002–2005 | Six Feet Under                               | Lisa Kimmel Fisher                             | 25 episodis Screen Actors Guild Award for Outstanding Performance by an Ensemble in a Drama Series Nominada—Primetime Emmy Award for Outstanding Guest Actress in a Drama Series (2002)  |
| 2003      | Penguins Behind Bars                         | Doris Fairfeather (veu)                        | Telefilm |
| 2007      | State of Mind                                | Ann Bellows, M.D.                              | 8 episodis |
| 2010      | The Good Wife                                | Donna Seabrook                                 | Episodi: "Poisoned Pill" |
| 2013–2014 | Hemlock Grove                                | Lynda Rumancek                                 | 11 episodis |
| 2013–2014 | Almost Human                                 | Captain Sandra Maldonado                       | 13 episodis |
| 2014      | Gotham                                       | Patti                                          | Episodi: "Selina Kyle" |
| 2015      | Law & Order: Special Victims Unit            | Martha Thornhill                               | 2 episodis |
| 2015–2017 | American Crime                               | Nancy Straumberg / Anne Blaine / Claire Coates | 21 episodis Nominada—Primetime Emmy Award for Outstanding Lead Actress in a Limited Series or Movie Nominada—Critics' Choice Television Award for Best Actress in a Movie/Limited Series |
| 2019      | Chambers                                     | Ruth Pezim                                     | 7 episodis |
| 2020      | Perry Mason                                  | Birdy McKeegan                                 | 7 episodis |
| 2022      | Outer Range                                  | Cecilia Abbott                                 | 8 episodis |

## Guardons
Premis
- 1994: Globus d'Or al millor repartiment per Short Cuts[12]

Nominacions
- 1998: Primetime Emmy a la millor actriu convidada en sèrie dramàtica per The X Files[13]
- 2002: Primetime Emmy a la millor actriu convidada en sèrie dramàtica per Six Feet Under[14]